# 6905 Miyazaki
6905 Miyazaki este un asteroid din centura principală de asteroizi.

## Descriere
6905 Miyazaki este un asteroid din centura principală de asteroizi. A fost descoperit pe 15 octombrie 1990 la Kitami de Kin Endate și Kazuro Watanabe. El prezintă o orbită caracterizată de o semiaxă mare de 2,62 ua, o excentricitate de 0,20 și o înclinație de 13,5° în raport cu ecliptica.